# Йоффе, Элиэзер Липа
Элиэ́зер Ли́па Йо́ффе (при рождении Лейзер-Липэ Йоффе, также Иоффе; ивр. אליעזר ליפא יפה‎, англ. Eliezer Lipa Joffe; 10 января 1882, Яновцы, Хотинский уезд, Бессарабская губерния — 1944, мошав Нахалал, Палестина) — еврейский публицист, редактор, экономист, активист и теоретик коллективного сельскохозяйственного заселения Палестины, основатель одного из первых кибуцев нового типа (1913) и первого мошава (мошав овдим, 1921) в Палестине (впоследствии Израиль).

## Биография
В юности увлёкся сионистскими идеями, с 1902 года занимался публицистической деятельностью в газете «Хa-Мелиц» (на иврите). В 1904 году поселился в США, где изучал современные методы ведения сельского хозяйства и открыл первую американскую ветвь поселенческого движения «Гехалуц». В 1910 году вместе с группой учеников еврейской сельскохозяйственной школы из Вудбайн (штат Нью-Джерси) переселился в Палестину, где основал экспериментальную ферму недалеко от Петах-Тиквы.
В 1913 году возглавляемая Элиэзером Липой Йоффе группа энтузиастов организовала на берегу Тивериадского озера первое коллективное хозяйство, занимающееся обработкой земли собственными силами (впоследствии кибуц Кинерет). В годы Первой мировой войны вступил в Еврейский легион британской армии. Как лидер левой партии «Хапоэль Хацаир» (Молодой рабочий) был делегатом сионистских конгрессов.
Дальнейшее изучение оптимальных форм организации сельскохозяйственного труда привело Йоффе к идее сельскохозяйственных поселений иного типа, сочетающих начала частных и кооперативных хозяйств. Основные принципы таких поселений он опубликовал в работе «Создание поселений трудящихся» (исуд мошвей овдим) в 1919 году, а в 1921 году стал основателем первого такого поселения — мошава Нахалаль.
Основные принципы организации мошавов подразумевали 1) принадлежность земли всей нации, но разделение её на наделы, обрабатываемые отдельными семьями, которые рассматривались принципиальным сельскохозяйственным звеном, 2) кооперативную закупку и маркетинг земли, а также сбыт товара, и 3) коллективно организованную между семьями взаимопомощь.
В 1928 году Элиэзер Йоффе основал всеизраильский кооператив по сбыту сельскохозяйственной продукции «Тнува», ставший крупнейшим в стране; был его директором до 1937 года. Был одним из основателей профсоюзного Объединения сельскохозяйственных рабочих.
Э. Л. Иоффе — автор ряда книг на иврите и идише по различным вопросам организации сельского хозяйства, первый редактор сельскохозяйственного журнала «хa-Садэ».
В 1956 году вышло шеститомное собрание трудов Элиэзера Липы Йоффе с биографическим обзором — «Китвей Элиэзер Йоффе».

## Книги
- ארבייטער־זידלונגען אין ארץ־ישראל (арбэтэр-зидлунген ин эрэц-йисроэл, идиш). Берлин, 1921.